# Мировяне
Мировяне (болг. Мировяне) — село в Болгарии. Находится в Городской области Софии, входит в общину Столична. Население составляет 1 365 человек.

## Политическая ситуация
В местном кметстве Мировяне, в состав которого входит Мировяне, должность кмета (старосты) исполняет Елена Светославова Соколова (Граждане за европейское развитие Болгарии (ГЕРБ)) по результатам выборов правления кметства.
Кмет (мэр) общины Столична — Бойко Методиев Борисов (Граждане за европейское развитие Болгарии (ГЕРБ)) по результатам выборов в правление общины.